# وارغه (مقاطعة غيلانغرب)
وارغه (بالفارسية: وارگه) هي قرية تقع في كرمانشاه في إيران. يقدر عدد سكانها بـ 204 نسمة بحسب إحصاء 2016.